# 澤田敬人
澤田 敬人（さわだ たかひと、1965年-　）は、日本の教育学者（オーストラリア研究・比較教育制度文化研究・情報文化論）。学位は博士（総合社会文化）（日本大学・2018年）。静岡県立大学国際関係学部国際言語文化学科教授、国際関係学研究科教授（兼務）、国際関係学研究科附属グローバル・スタディーズ研究センター長。
姓の「澤」が旧字体のため、新字体で沢田 敬人（さわだ たかひと）と表記されることもある。

## 概要
専門分野は比較国際教育学、教育社会学、オセアニア研究。主要研究テーマは「世界政体／世界文化のグローバル収斂理論による制度化分析」「ネオリベラルの教育行政に於けるアングロウェストミンスターアプローチ」「オーストラリア・ニュージーランドの多文化主義とホワイトネス」「帝国ドミニオンサイエンスに於ける政治的・地政学的無意識」「社会問題の社会的事実性をめぐる言説媒介の多国間分析」である。

## 略歴
- 1987年　早稲田大学第一文学部文学科卒業
- 1989年　米国オクラホマシティ大学大学院アーツサイエンス学部教育学科修士課程修了
- 1990年　東海大学湘南校舎非常勤講師
- 1993年　静岡県立大学国際関係学部講師
- 1994年　豪州グリフィス大学人文学部オーストラリア比較研究学科訪問研究員
- 1998年　静岡県立大学国際関係学部助教授
- 1999年　豪州ヴィクトリア工科大学大学院人間発達科学部教育学科博士課程退学
- 2007年　静岡県立大学国際関係学部准教授
- 2008年　静岡県立大学大学院国際関係学研究科附属グローバル・スタディーズ研究センター研究員
- 2011年　静岡県立大学大学院国際関係学研究科准教授（兼務）
- 2016年　静岡県立大学大学院国際関係学研究科附属グローバル・スタディーズ研究センター副センター長
- 2017年　静岡県立大学国際関係学部教授・大学院国際関係学研究科教授（兼務）

## 著作

### 著書
- 『ウォルシングマチルダ』オセアニア出版社、1994年
- 『グローバリゼーション』オセアニア出版社、2005年
- 『多文化社会を形成する実践者たち メディア・政治・地域』オセアニア出版社 2012

### 翻訳
- A.G.ミッチェル, A.デルブリッジ『オーストラリアのことば 豪州話法完全解剖』沢田敬也、小田中章浩共訳 オセアニア出版社 1998
- 経済協力開発機構『大学・学生・社会の新しい関係』オセアニア出版社(OECD日本語出版補助プログラム)、2003年
- 経済協力開発機構『役立つ教育研究』オセアニア出版社(OECD日本語出版補助プログラム)、2004年
- 経済協力開発機構『これからの学校』オセアニア出版社(OECD日本語出版補助プログラム)、2005年

## 関連人物
- 沢田敬也（澤田敬也）
- 佐和田敬司（澤田敬司）